# Watson (Minnesota)
Watson è un comune degli Stati Uniti d'America, situato nello Stato del Minnesota, nella contea di Chippewa.